# جون رايت (قسيس)
جون رايت (بالإنجليزية: John Wright)‏ هو قسيس أسترالي، ولد في 19 أغسطس 1861 في بولتن في المملكة المتحدة، وتوفي في 24 فبراير 1933.